# Timonius uniflorus
Timonius uniflorus là một loài thực vật có hoa trong họ Thiến thảo. Loài này được (Banks ex C.F.Gaertn.) Govaerts mô tả khoa học đầu tiên năm 2008.